# Gaediophanopsis koehleri
Gaediophanopsis koehleri là một loài ruồi trong họ Tachinidae.